# 野杁正明

野杁正明（1993年5月11日—），出生于日本爱知县名古屋市，是日本自由搏击运动员。於2024年3月26日與K-1合約到期正式離開K-1。